# Dave Dee, Dozy, Beaky, Mick & Tich
Dave Dee, Dozy, Beaky, Mick & Tich (kurz DDDBMT und DDDBM & T) war eine britische Rockgruppe, die in den 1960er Jahren etliche Hits veröffentlichte.

## Biografie
Gegründet wurde die Band 1961 im englischen Salisbury vom Sänger und ehemaligen Polizisten David Harman („Dave Dee“, * 17. Dezember 1941 in Salisbury; † 9. Januar 2009 in London), dem Bassisten und ehemaligen Anstreicher Trevor Leonard Ward-Davies („Dozy“, * 27. November 1944 in Enford; † 13. Januar 2015,) dem Gitarristen und Arbeiter John Dymond („Beaky“, * 10. Juli 1944 in Salisbury), dem Schlagzeuger und Motorschlosser Michael Wilson („Mick“, * 4. März 1944 in Amesbury) und dem Gitarristen und Maler Ian Amey („Tich“, * 15. Mai 1944 in Salisbury; † 15.02.2024). Sie gaben bald danach ihre bürgerlichen Berufe auf, um als Musiker Geld zu verdienen. Neben Auftritten im Vereinigten Königreich hatten sie auch gelegentliche Verpflichtungen in Hamburg (Star-Club, Top Ten Club) und in Köln (Storyville). Der ursprüngliche Name der Band war Dave Dee And The Bostons.

Dave Dee, Dozy, Beaky, Mick & Tich – Bend It

Im Sommer 1964 wurden die Popmusik-Autoren Ken Howard & Alan Blaikley auf die Band aufmerksam und schlossen mit ihr einen Plattenvertrag. Sie nannten sich jetzt Dave Dee, Dozy, Beaky, Mick & Tich. Zwischen 1965 und 1969 hatte die Gruppe großen Erfolg. Zu ihren Hits zählen u. a. Hideaway, Zabadak, Last Night in Soho und The Legend of Xanadu. Beinahe sämtliche Hits stammten aus der Feder des Autorenteams Ken Howard & Alan Blaikley, deren konstant clever verfasste Songs für einen nachhaltigen Erfolg der Band sorgten. Nachdem Hold Tight 250.000 Exemplare verkaufte, wurde das mit Zweideutigkeiten gespickte Bend It ihr erster Millionenseller. Legend of Xanadu wurde zu ihrem zweiten und letzten Hit, der mehr als eine Million Exemplare umsetzte.

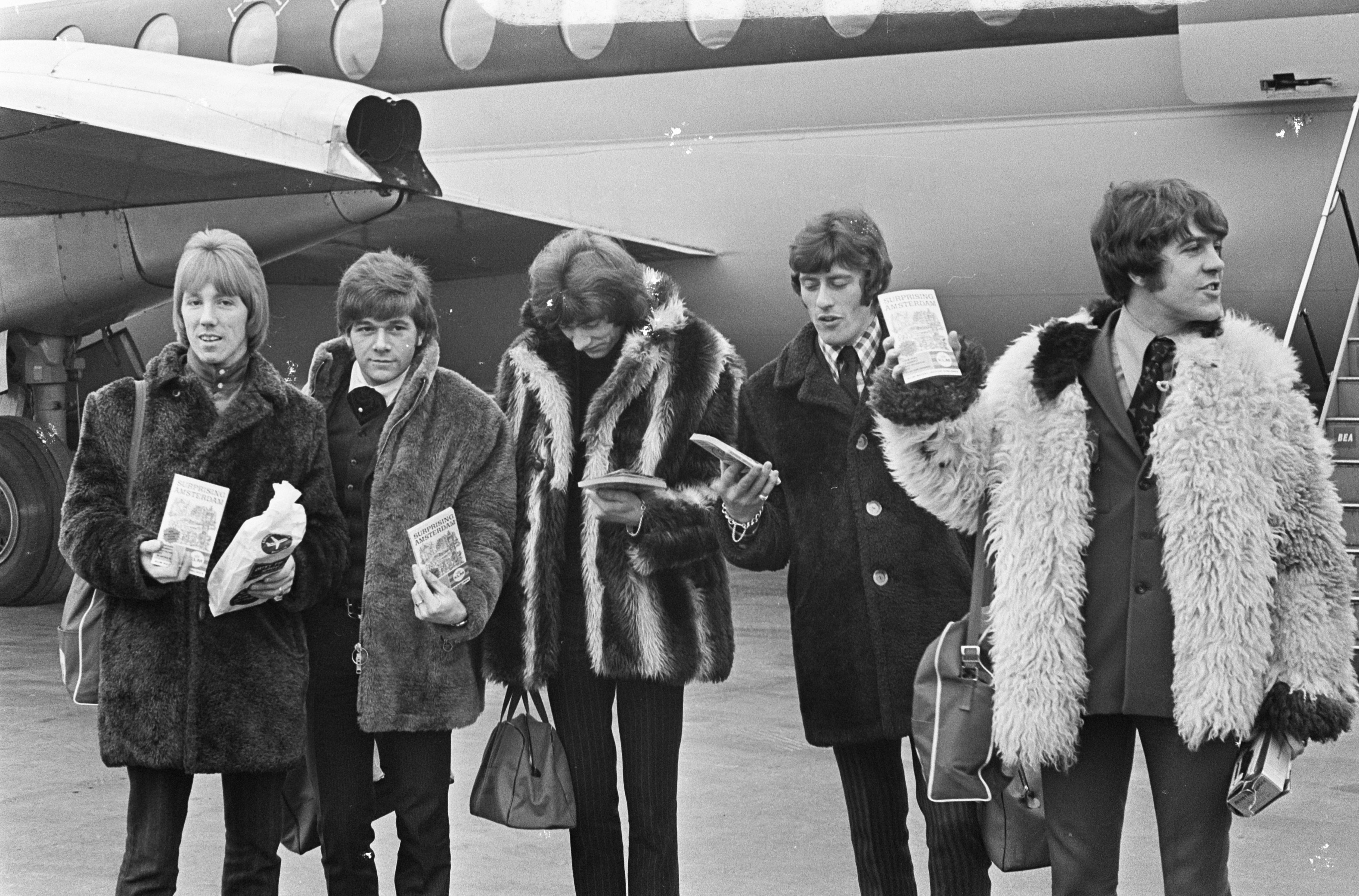
Dave Dee, Dozy, Beaky, Mick & Tich, 1967

Während die Band in den USA nicht Fuß fassen konnte, war sie in anderen Ländern, u. a. in Deutschland, ein Hitparadenstürmer. 1967 erhielt sie aufgrund ihrer Popularität in Deutschland den Goldenen Bravo Otto der Jugendzeitschrift BRAVO.
Im Januar 1968 erschien die Single I'll love you / Things go better with Coke. Wegen der Werbung für Coca Cola wurde diese Single in sämtlichen Medien komplett boykottiert. Unmengen an Singles wurden deshalb vor allem in den Schulen während der Schulpausen für 1,50 DM ausverkauft. So wurde diese Single zum großen Hit, der keiner sein durfte und auch nicht in den offiziellen Charts Erwähnung fand.
Im September 1969 verließ Dave Dee die Gruppe, um eine Solokarriere (u. a. als Mitmoderator des deutschen Beat-Clubs) anzustreben. Der Rest (DBM&T) der Band brachte noch bis 1972 neue Aufnahmen heraus. Da der Erfolg dieser Veröffentlichungen ausblieb, löste sich die Band auf.

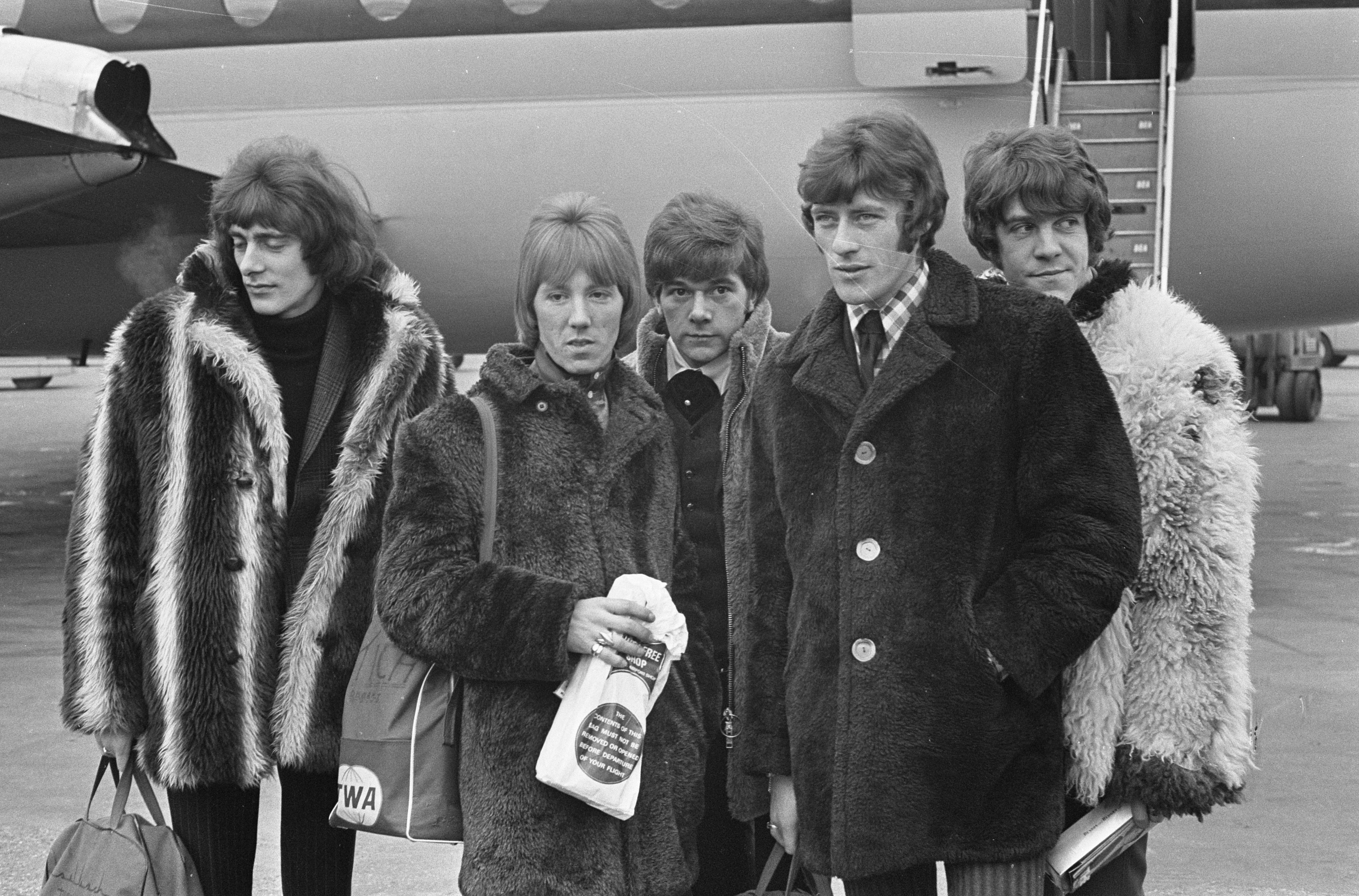
Dave Dee, Dozy, Beaky, Mick & Tich, 1967

In den 1980er Jahren trat die Gruppe – ohne Dave Dee – erneut auf. Im Jahre 1986 wurde eine Single unter dem Bandnamen The Boys veröffentlicht. In den 1990er Jahren kam im Zuge der Revival-Bewegung die ursprüngliche Besetzung mit Dave Dee wieder zusammen.

## Diskografie

### Alben (UK)
- Dave Dee, Dozy, Beaky, Mick & Tich (1966)
- If Music Be the Food of Love … Prepare for Indigestion (1966)
- Loos of England (EP): Loos of England / Over and Over Again / Nose for Trouble / All I Want to Do (1967)
- Golden Hits of Dave Dee, Dozy, Beaky, Mick & Tich (1967)
- A Plea for Sanity (1968)
- If No-one Sang (1968)
- The Legend of Dave Dee, Dozy, Beaky, Mick & Tich (1969)
- Together (1969)

### Singles mit Veröffentlichungsdatum
- No Time / Is It Love, 29. Januar 1965
- All I Want / It Seems a Pity, 2. Juli 1965
- You Make It Move / I Can’t Stop, 5. November 1965
- Hold Tight! / You Know What I Want, 11. Februar 1966
- Hideaway / Here’s a Heart, 27. Mai 1966
- Hard to Love You / No Time, 1966
- Bend It! / She’s So Good, 9. September 1966
- Save Me / Shame 2. Dezember 1966
- Touch Me, Touch Me / Marina, 3. März 1967
- Okay! / He’s a Raver, 12. Mai 1967
- Zabadak! / The Sun Goes Down, 29. September 1967
- I’ll Love You / Things Go Better with Coke, Januar 1968
- The Legend of Xanadu / Please, 9. Februar 1968
- Last Night in Soho / Mrs. Thursday, 28. Juni 1968
- The Wreck of the ‘Antoinette’ / Still Life, 13. September 1968
- Don Juan / Margareta Lidman, 21. Februar 1969
- Snake in the Grass / Bora Bora, 2. Mai 1969
- She’s My Lady / Babeigh, Oktober 1974
- Do-Wah-Diddy / Waiting, 1983
- Staying with It / Sure Thing, 1983

## Diskografie Dozy, Beaky, Mick & Tich

### Alben
- Fresh Ear (1970)

### Singles
- Tonight Today / Bad News (1969)
- Mr President / Frisco-Annie (1970)
- Festival / Leader Of A Rock ’n’ Roll Band (1970)
- Leader Of A Rock ’n’ Roll Band (diff. beginning)/Festival (1970 – Argentinien)
- I Want to Be There / For The Use Of Your Son (1971)
- They Won’t Sing My Song / Soukie (1972)
- You’ve Got Me On The Run / Rock And Roll (1979)
- In The Coven / I Can’t Stop Wanting You (1980)
- Matthew And Son / Matthew And Son (Instrumental) (1986)
- The Boys: Here We Go / Here We Go Again (1986)

## Soloalben
- Dave Dee: Unfinished Business (1995)

## Sonstige Veröffentlichungen
- I’ll Love You (EP, 1967, als Werbeschallplatte für Coca-Cola [Things Go Better With Coke] gemeinsam mit Petula Clark, The Supremes und Ray Charles)
- Loos Of England (EP, 1967)
- The Hits Of Manfred Mann And Dave Dee, Dozy, Beaky, Mick & Tich (EP, 1967)